# Владимировка (Калінінградська область)
Владимировка (рос. Владимировка) — селище Гур'євського міського округу, Калінінградської області Росії. Входить до складу Кутузовського сільського поселення.
Населення — 4 особи (2015 рік).

## Населення
| 2002 | 2010 |
| ---- | ---- |
| 3    | ↗4   |